# Арго (корабель)

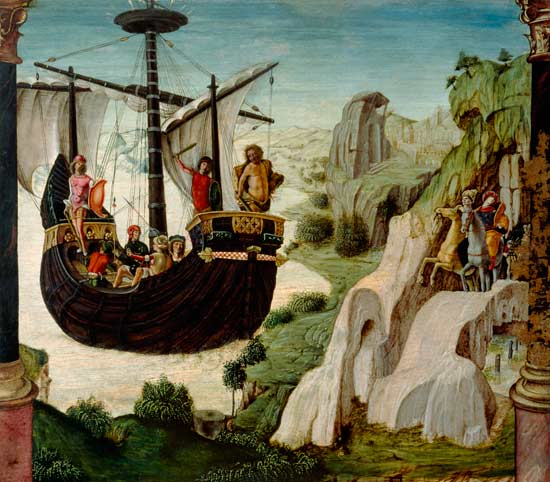
Корабель «Арго» на картині Лоренцо Коста

«Арго́» (грец. Ἀργώ — «хижий, швидкий») — в давньогрецькій міфології — легендарний корабель аргонавтів, на якому вони у XIV ст. до н. е. вирушили в похід через Егейське море і протоку Босфор в Чорне море до берегів Колхіди. Згадується в «Одісеї» (XII 72). Отримав ім'я від свого будівничого.
Відповідно до грецької міфології, герой з Фессалії Ясон і набрана ним команда аргонавтів розпочали свою подорож з Іолку (сучасне місто Волос) в пошуках Золотого руна, яке охороняв дракон.
На думку античних істориків, цей корабель, збудований в Пагасі 50 аргонавтами за три місяці, був священним і володів певною магічною силою, позаяк сама богиня Афіна доклала руку до його будівництва, використавши для цього дерева зі священного лісу. Згідно з Есхілом, Афіна вставила в корму кавалок деревини з додонського дуба, яка могла говорити людським голосом. За Піндаром, збудований в Деметріаді, в Магнесії. Згідно з Катулом, з сосни, зрубаної на Пеліоні. Калімах свідчить про те, що корабель збудували в доках поблизу зведеного аргонавтами храму Аполлона Актійського.
Після повернення з Колхіди, став на якір у гавані міста Тіфа (Беотія). Якір аргонавтів показував на Кізіку. Афіна помістила його серед зірок, але не цілком.